# Requiem (Heinlein)
Pour les articles homonymes, voir Requiem.
Requiem (titre original : Requiem) est une nouvelle de Robert A. Heinlein publiée pour la première fois dans le magazine Astounding Science Fiction en janvier 1940 (en 1958 en français par Hachette/Gallimard), et faisant partie de l’Histoire du futur. 

## Résumé
Des décennies après avoir lancé le développement des liaisons Terre-Lune (cf. L'Homme qui vendit la Lune), Delos D. Harriman n'a toujours pas pu réaliser son rêve d'enfant : aller lui-même dans l'espace. 
En désespoir de cause, il embauche deux pilotes fauchés, qui montrent leur fusée déclassée sur un champ de foire. Ce ne sera pas facile, car ses ayants droit lui refusent même cette petite dépense. Il va donc falloir ruser, une fois de plus.

## Éditions en français
- dans L'Homme qui vendit la Lune, Hachette/Gallimard, coll. Le Rayon fantastique no 58, 1958.
- dans Histoire du futur (Tome 1),  OPTA, coll. Club du livre d'anticipation no 10, 1967.
- dans Histoire du futur (Tome 1), L'Homme qui vendit la Lune, Presses-Pocket/Pocket, coll. Science-fiction no 5043, 1979 (rééd. 1987 et 1991 )
- dans Histoire du futur (Tome II), Les Vertes Collines de la Terre, Gallimard, coll. Folio SF no 208, 2005.